# Txz
Il txz è un'estensione sintetica, formata da tre caratteri come nello standard DOS, per identificare un insieme di file archiviati con tar e in seguito compressi con xz.
Il formato usa l'algoritmo Lempel-Ziv-Markov (LZMA) al posto dei classici bzip2 (il cui formato .tbz è usato ad esempio in BSD) e DEFLATE (usato dal programma gzip il cui formato .tgz era utilizzato precedentemente da Slackware).
Il formato txz è stato recentemente adottato per i pacchetti della distribuzione Slackware Linux da Patrick J. Volkerding l'8 maggio 2009.
Lo stesso Volkerding sostiene che dai loro test è emerso che tale algoritmo ha una compressione migliore di bzip2, mentre per quanto riguarda i tempi di estrazione è tre volte più veloce del bzip2 e compete con l'algoritmo DEFLATE di gzip.